# بهشت است غرب
بهشت است غرب (فرانسوی: Eden à l'ouest‎) فیلمی در ژانر درام به کارگردانی کوستا گاوراس است که در سال ۲۰۰۹ منتشر شد. از بازیگران آن می‌توان به ریکاردو اسکامارچو، اولریش توکور، اریک کاراواکا و یولیانه کولر اشاره کرد.